# All-Star Game de la ABA 1971
El cuarto  All-Star Game de la ABA de la historia se disputó el día 23 de enero de 1971 en el Greensboro Coliseum de la ciudad de Greensboro, Carolina del Norte. El equipo de la Conferencia Este estuvo dirigido por Al Bianchi, entrenador de Virginia Squires y el de la Conferencia Oeste por Bill Sharman, de Utah Stars. La victoria correspondió al equipo del Este, por 126-122, siendo elegido MVP del All-Star Game de la ABA el pívot de los Indiana Pacers Mel Daniels, que consiguió 29 puntos y 13 rebotes. El partido fue seguido en directo por 14.407 espectadores.

## Estadísticas

### Conferencia Oeste
| CONFERENCIA OESTE       |                  |     |     |     |     |     |     |     |     |
| Jugador                 | Equipo           | MIN | TCA | TCI | TLA | TLI | REB | AST | PTS |
| Mel Daniels             | Indiana Pacers   | 30  | 12  | 19  | 5   | 7   | 13  | 3   | 29  |
| Roger Brown             | Indiana Pacers   | 28  | 3   | 11  | 6   | 8   | 3   | 3   | 12  |
| Donnie Freeman          | Texas Chaparrals | 27  | 6   | 12  | 5   | 8   | 7   | 3   | 17  |
| Jimmy Jones             | Memphis Pros     | 27  | 3   | 5   | 7   | 9   | 0   | 4   | 13  |
| Zelmo Beaty             | Utah Stars       | 27  | 5   | 11  | 2   | 3   | 8   | 3   | 12  |
| Bob Netolicky           | Indiana Pacers   | 22  | 3   | 4   | 0   | 2   | 4   | 1   | 6   |
| Steve Jones             | Memphis Pros     | 21  | 4   | 9   | 1   | 1   | 3   | 0   | 9   |
| Wendell Ladner          | Memphis Pros     | 20  | 6   | 11  | 0   | 0   | 7   | 0   | 12  |
| Glen Combs              | Utah Stars       | 17  | 1   | 7   | 0   | 2   | 1   | 2   | 2   |
| Red Robbins             | Utah Stars       | 14  | 2   | 6   | 0   | 0   | 2   | 1   | 4   |
| Julius Keye             | Denver Rockets   | 7   | 0   | 1   | 0   | 3   | 4   | 0   | 0   |
| Ron Boone               | Utah Stars       | 4   | 2   | 4   | 2   | 3   | 2   | 0   | 6   |
| Total                   |                  | 240 | 47  | 100 | 28  | 43  | 54  | 20  | 122 |
| Entrenador Bill Sharman | Utah Stars       |     |     |     |     |     |     |     |     |

MIN: Minutos. TCA: Tiros de campo anotados. TCI: Tiros de campo intentados. TLA: Tiros libres anotados. TLI: Tiros libres intentados. REB: Rebotes. AST: Asistencias. PTS: Puntos

### Conferencia Este
| CONFERENCIA ESTE      |                    |     |     |     |     |     |     |     |     |
| Jugador               | Equipo             | MIN | TCA | TCI | TLA | TLI | REB | AST | PTS |
| Dan Issel             | Kentucky Colonels  | 34  | 8   | 15  | 5   | 8   | 11  | 0   | 21  |
| Joe Caldwell          | Carolina Cougars   | 32  | 10  | 19  | 1   | 3   | 8   | 3   | 21  |
| John Brisker          | Pittsburgh Condors | 27  | 5   | 19  | 5   | 7   | 17  | 1   | 15  |
| Bill Melchionni       | New York Nets      | 24  | 5   | 10  | 2   | 3   | 1   | 4   | 12  |
| Cincinnatus Powell    | Kentucky Colonels  | 21  | 4   | 6   | 3   | 3   | 10  | 0   | 11  |
| Charlie Scott         | Virginia Squires   | 21  | 2   | 6   | 3   | 6   | 2   | 3   | 7   |
| Mack Calvin           | The Floridians     | 20  | 2   | 7   | 3   | 7   | 4   | 4   | 8   |
| Larry Jones           | The Floridians     | 18  | 2   | 3   | 2   | 2   | 2   | 1   | 6   |
| Rick Barry            | New York Nets      | 17  | 4   | 6   | 6   | 6   | 2   | 2   | 14  |
| Mike Lewis            | Pittsburgh Condors | 14  | 3   | 7   | 1   | 1   | 5   | 1   | 7   |
| George Carter         | Virginia Squires   | 8   | 2   | 3   | 0   | 0   | 2   | 0   | 4   |
| Neil Johnson          | Virginia Squires   | 4   | 0   | 3   | 0   | 0   | 1   | 0   | 0   |
| Total                 |                    | 240 | 47  | 104 | 31  | 48  | 65  | 19  | 126 |
| Entrenador Al Bianchi | Virginia Squires   |     |     |     |     |     |     |     |     |

MIN: Minutos. TCA: Tiros de campo anotados. TCI: Tiros de campo intentados. TLA: Tiros libres anotados. TLI: Tiros libres intentados. REB: Rebotes. AST: Asistencias. PTS: Puntos